# Amarante (Piauí)
Amarante es un municipio brasileño del estado del Piauí. Se localiza a una latitud 06º14'28" sur y a una longitud 42º51'17" oeste, a una altitud de 104 metros. Su población estimada en 2004 era de 17.067 habitantes.
Posee un área de 1336,8 km². Amarante está a la orilla del río Parnaíba.